# Neanura setosa
Neanura setosa är en urinsektsart som beskrevs av William Marriott Canby 1926. Neanura setosa ingår i släktet Neanura och familjen Neanuridae. Inga underarter finns listade i Catalogue of Life.